# 2013 balesetei
Ez a lap 2013 jelentősebb baleseteit, tömegkatasztrófáit sorolja fel.

## Január

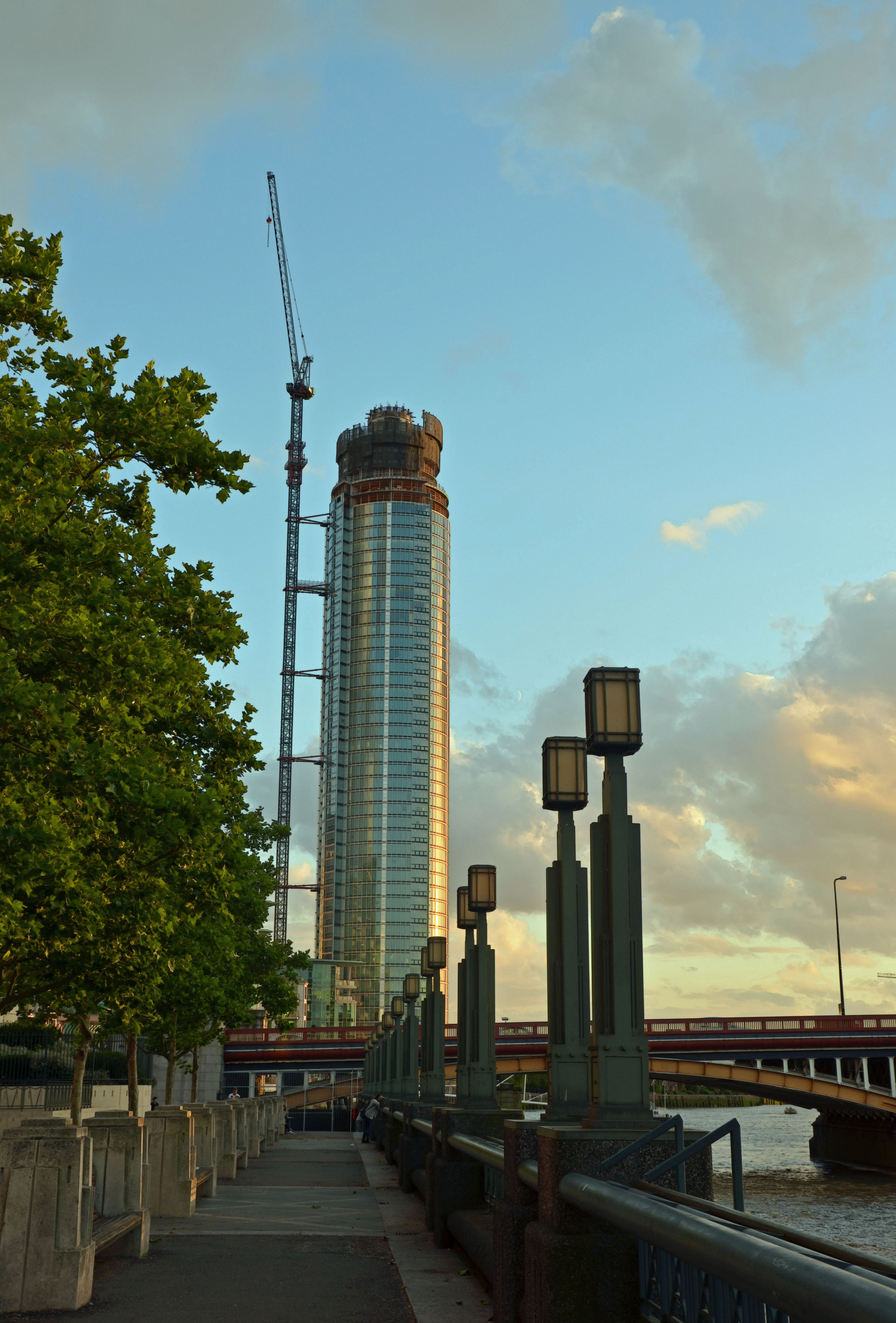
A St George Wharf Tower Londonban

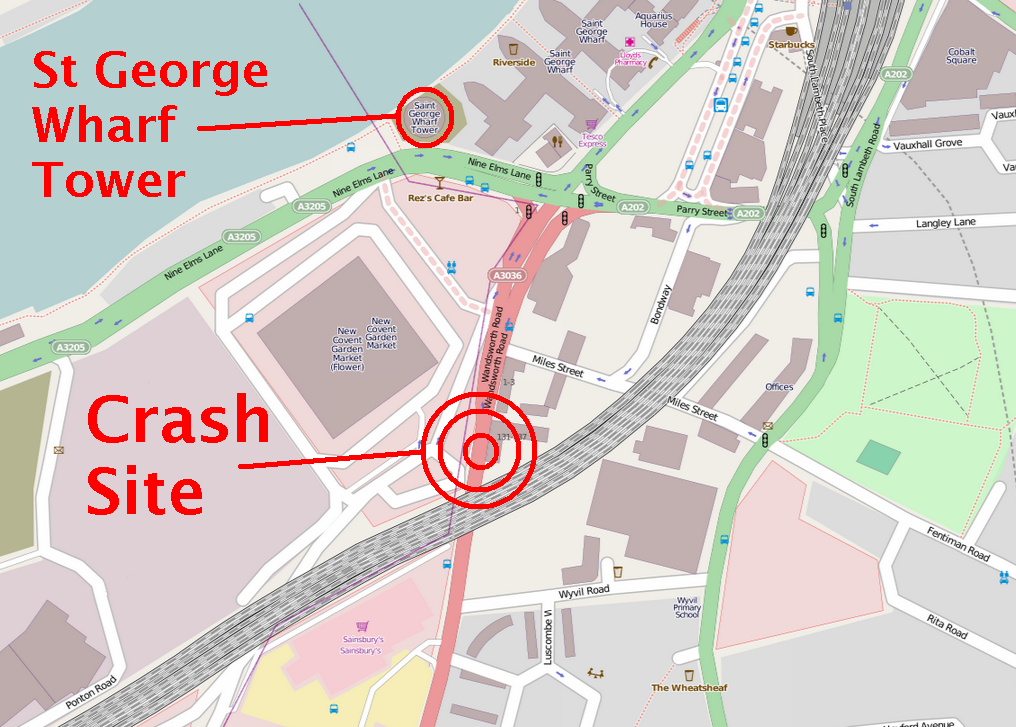
A londoni St George Wharf Towernél január 16-án történt helikopterbaleset helyszínrajza

- Szilveszter–újév napjának éjszakája
  - Magyarországon több tűzesethez kellett tűzoltóknak kivonulniuk: Komlón, Székesfehérváron, Mosonmagyaróváron.[1] Bútorok gyulladtak ki Balatonszőlősön, Szombathelyen és Hajdúszoboszlón, vélhetően valamennyi tűzesetet pirotechnikai eszközök okozták.[1] Az Országos Mentőszolgálatnak egy esetben petárda okozta égési sérülésekkel kellett kórházba szállítaniuk egy embert Mátészalkáról.[1] Szolnokon egy ember ujját szakította le a petárda.[2] A szilveszteri italozások miatt több esetben kellett kórházba szállítani embereket az ország különböző pontjain.[2]
  - Olaszországban két férfi halt meg petárdák miatt.[3] Rajtuk kívül csak Nápolyban 82-en sérültek meg, Rómában pedig több sérült között egy román bevándorlónak a kezét is amputálni kellett.[3]
  - Szlovákiában egy házilag készített petárda szakította le egy 60 éves férfi fejét és végtagjait.[4]
  - Elefántcsontparton egy tűzijáték alatt kitört pánikban több mint 60-an meghaltak és 200-an megsérültek.[5]
- január 1–2.: Dél- és Közép-Amerika államaiban (kivéve Brazíliát és Mexikót) az újévi ünnepségek alatt 278-an haltak meg erőszakos cselekmények valamint balesetek miatt.[6] Kolumbiában 79-en haltak meg közlekedési balesetben valamint gyilkosság és öngyilkosság miatt, köztük egy 11 éves gyerek, akit az újév ünneplésekor levegőbe lőtt eltévedt golyó ölt meg. Argentínában hasonló ok miatt halt meg egy 4 éves gyerek. Paraguayban 48-an haltak meg, többen vízbe fulladtak és áramütés miatt haltak meg, Bolíviában 28, a Dominikai Köztársaságban 26, Guatemalában 23, Chilében 19-en haltak meg ezen a napon.
- január 3. – Egy orosz férfi meghalt, társa pedig megsérült, amikor gömbözés közben legurultak egy dél-oroszországi sípályán. A tragédiát az okozta, hogy a gömb elhagyta a pályát és egy sziklának csapódott.[7]
- január 4.
  - Hatan meghaltak és ketten súlyosan megsérültek az észak-olaszországi Cermis-hegyen egy motorosszán balesetben. A szán egy kivilágítatlan sípályán haladt, ahonnan kicsúszott, és az utasok kirepültek.[8]
  - Tűz ütött ki a szentpétervári Pokrovszkaja kórház felvételi osztályán.[9] A tűzben hárman meghaltak, egy ember súlyosan megsérült. A hatóságok egy nőt gyanúsítanak azzal, hogy az egyik helyiségben égő csikket dobott el, ami a tüzet okozta.
  - A tengerbe zuhan egy Britten-Norman BN-2A-27 Islander (lajstromjele: YV2615) típusú repülőgép a venezuelai Los Roques partjaitól 18 kilométerre. A fedélzeten két pilóta és 6 utas tartózkodik közöttük Vittorio Missoni és felesége a Missoni divatház egyik vezetője, a balesetnek nincs túlélője.[10]
- január 6. – 5 ember, 4 felnőtt és egy csecsemő meghalt egy közlekedési balesetben Jász-Nagykun-Szolnok megyében, a 4-es számú főúton, Karcag közelében, miután egy személyautó és egy terepjáró frontálisan ütközött. az áldozatok valamennyien a személyautó utasai voltak.[11]
- január 9. – Két néző életét vesztette a Dél-Amerikában zajló Dakar-ralin, amikor az egyik versenyző autó a taxijuknak ütközött.[12] A roncsokba egy másik taxi is belecsapódott, összesen tízen sérültek meg.
- január 15.
  - Egyiptomban kisiklott egy személyvonat, amin frissen besorozott újoncok utaztak. 19-en meghaltak a balesetben, száznál többen megsérültek.[13]
  - Svédországban egy takarítónő által vezetett vonat kisiklott és egy házba rohant Svédországban.[14]
  - A svéd E4-es autópályán, Aastorptól északra, 50-100 gépkocsit ért tömegbaleset, amiben hárman meghaltak, 15-20 ember megsérült.[15]
- január 16. – Egy helikopter az épülő St George Wharf Tower tetején lévő toronydarunak ütközött és az utcára zuhant Londonban.[16] A helikopter pilótája, a légikaszkadőrként is dolgozó Peter Barnes és egy járókelő volt a baleset halálos áldozata.[17]
- január 19. – 4 bányász meghalt metánmérgezésben az oroszországi Kemerovói terület egyik szénbányájában, további négy bányász eltűnt.[18]
- január 21.
  - Frontálisan összeütközött két vonat Bécs Penzing nevű kerületében a Schnellbahn 45-ös vonalán. A balesetben ketten súlyosan, több mint harmincan könnyebben sérültek meg.[19]
  - 300 méteres szakadékba zuhant egy busz Bolíviában a La Paz és Chulumani közötti úton, a balesetben 18-an meghaltak, 24-en megsérültek.[20]
- január 26. – Moszkvában, egy épülő ház garázsszintjén kiütött tűz miatt 10 helyben dolgozó és lakó munkás meghalt, többeket füstmérgezéssel és égési sérülésekkel szállítottak kórházba.[21]
- január 27.
  - Santa Maria brazil városban tűz ütött ki egy diszkóban, aminek következtében több mint 200 ember meghalt, több százan megsérültek.[22][23]
  - Vízmosásba zuhant egy autóbusz Portugáliában a Bajadozból Santa Maria da Feirába vezető úton. A balesetben tíz ember meghalt, több mint 33-an megsérültek.[24]
- január 28. – Eltűnt egy amerikai F–16-os vadászgép Olaszország partjainál. Lucas Gruenther kapitány gépének roncsait január 29-én, holttestét január 31-én találták meg.[25]
- január 29. – Egy idős nő meghalt, amikor a budapesti XVIII. kerületi Csévéző utcában robbanás történt egy családi házban. A ház tetőszerkezete megsemmisült, a főfalak kidőltek.[26]
- január 31.
  - Vonatbaleset a Dél-afrikai Köztársaságban, Pretoria külvárosában. Feltehetően kábellopás miatt 2 személyvonat frontálisan összeütközött, több mint 300 ember megsérült, köztük 50 gyerek. Két sérült állapota válságos.[27]
  - Robbanás történt a mexikóvárosi Torre Ejecutiva Pemex toronyházhoz tartozó alacsonyabb, B2 jelű épületben. A balesetben 37-en haltak meg, további 126 ember megsérült.[28] A balesetet valószínűleg áramellátási zavar miatti gázszivárgás okozta. A zavar miatt már a robbanás előtt elkezdték kiüríteni az épületet.

## Február
Február elején a kínai holdújév miatt családjukhoz hazainduló milliók miatt zsúfolt utakon több halálos baleset is történt Kínában. A balesetek nagy részét a rossz utak, a nem megfelelő vezetéstechnika, ittas vezetők, vagy az okozza, hogy a jármű a megengedettnél több utast szállít.
- február 1. – Kína középső részén, Honan tartományban felrobban egy petárdákat szállító jármű, miközben egy hídon halad át. A híd összeomlott, több jármű lezuhant róla. A halálos áldozatok száma egyes források szerint 26,[30] más források szerint legalább 11.[31]
- február 2.
  - Buszbaleset Kína Kujcsou tartományában. A járműben a megengedett 19 helyett 34-en utaztak, akik közül 13 ember meghalt, 21-en megsérültek.[31]
  - Az Alitalia színeiben repülő Carpatair román légitársaság gépe az erős szél miatt lesodródik a kifutópályáról a római Róma-Fiumicino nemzetközi repülőtéren. A balesetben hatan sérülnek meg, közülük ketten súlyosan. Az eset után pár órával lefestették a gépen látható Alitalia-logót, mivel a légitársaság nem akart negatív reklámot, emiatt sokan támadták a céget.[32][33][34]
- február 3. – Az Egyesült Államokban, a dél-kaliforniai Menton közelében karambolozik és felborul egy autóbusz, minek következtében 8 ember meghal, 27 megsérül.[35]
- február 4. – Az Egyesült Arab Emírségekban 22 ember hal meg abban a balesetben, amit egy betonkeverő okozott, amikor fékhiba miatt összeütközött egy munkásokat szállító busszal.[36]
- február 7. – Hajnalban egy postabusz összeütközik egy kamionnal Zambiában, Lusakától 45 kilométerre. A busz 73 utasából 53 fő, valamint a kamion sofőrje meghal.[37]
- február 9. – A brüsszeli Charleroi repülőterén lezuhan egy Cessna repülőgép, a fedélzeten tartózkodó 5 ember, köztük 3 gyerek meghal.[38]
- február 13. – Kényszerleszállás közben kigyulladt és összetört a South Airlines ukrán légitársaság egyik Antonov An–24RV típusú utasszállító gépe a donyecki Prokofjev nemzetközi repülőtéren. A gépen utazók közül öten meghaltak kilencen kórházba kerültek.[39]
- február 26. – Az egyiptomi Luxor mellett lezuhant egy hőlégballon, a rajta tartózkodó 19 személy életét vesztette, köztük egy magyar turista.[40]

## Március
- március 31. – Franciaországban, Saint-Quentinben egy házban bennégett 5 gyerek, mivel a tűzoltók nem tudtak bemenni a rossz állapotban lévő épületbe.[41]

## Április
- április 6. – Nigériában összeütközött egy busz, egy teherautó és egy üzemanyag szállító jármű. A balesetben legalább 36 (egyes források szerint 60) ember halt meg.[42]
- április 13. – A tengerben landolt a Lion Air légitársaság utasszállító gépe az indonéz Bali szigetén. A 172 utasból senki sem sérült meg súlyosan.[43]
- április 14.
  - Folyóba zuhant egy turistabusz Peruban, legalább 33 ember meghalt.[44]
  - Orosz iskolásokat szállító busz szenvedett balesetet a belga Antwerpen mellett, öten meghaltak.[45]
- április 17. – Felrobbant egy műtrágyagyár a egyesült államokbeli Texasban, West városban. A balesetben körülbelül 10-en meghaltak és több mint 150 ember megsérült.[46]
- április 18. – A Guinness egyik Ghánában, Achimota városában található sörfőzdéjében bekövetkezett balestben ketten meghaltak.[47]
- április 21. – Egy barna medve rátámadt két pásztorra a romániai Hargita megyében, Bélbor község közelében található hegyekben. A fiatalabb pásztor súlyos sérüléseket szenvedett, az idősebb életét vesztette, holttestét április 22-én találták meg.[48]
- április 24. – Összedőlt egy nyolcemeletes ház a bangladesi Dakkában. A halálos áldozatok száma több mint 80, a sérültek száma 600 fölött volt.[49]
- április 29. – Vélhetően gázszivárgás miatti robbanás következtében több mint 40-en megsérültek Prágában.

## Május
- május 22. – Eltűnt és meghalt két hegymászó, Erőss Zsolt és Kiss Péter, a nepáli Kancsendzönga megmászása közben.[50]

## Július
- július 25. Vasúti szerencsétlenség Spanyolországban, Santiago de Compostela közelében. Egy szerelvény minden kocsija kisiklott, a balesetben legalább 77-en meghaltak, több mint százan megsérültek.[51]

- július 29.
  - Szakadékba zuhant egy keresztény zarándokokat szállító turistabusz egy a dél-olaszországi Avellino közelében lévő viaduktról. A balesetben 38-an meghaltak (köztük a sofőr és több gyerek), további tízen megsérültek. A busznak valószínűleg fékhibája vagy gumidefektje volt.[52]
  - Frontálisan ütközött két személyvonat Svájc nyugati részén. Az egyik mozdonyvezető meghalt, és legalább 35 ember sérült meg.[53]

## Szeptember
- szeptember 14. A biztosítóberendezés hibájából egymással szemben haladt egy Pécsről Budapest felé, illetve a Budapestről Szombathely felé haladó vonat Kelenföld és Háros vasútállomás között. A két vonatot egymástól 100 méterre állították meg.[54]

## December
- December 3. – Magyarország: Üzemzavar következtében sugárterhelés ért 3 dolgozót a Radioaktív Hulladékokat Kezelő Kft. püspökszilágyi telephelyén.[55]
- december 29.
  - Oroszország: Autóbalesetben meghalt Beszik Kuduhov négyszeres világbajnok, olimpiai ezüstérmes birkózó.[56][57]
  - Franciaország: Súlyos síbalesetet szenvedett Michael Schumacher Formula–1-es világbajnok.[58]
- december 30. – USA: Észak-Dakota államban kisiklott egy 110 vagonból álló, nyersolajat szállító vonat, és a szembe közlekedő tehervonatba rohant. A balesetben személyi sérülés nem történt, de a lángra kapott olaj és a füst miatt a közeli város lakosságát kitelepítették.[59]